# Tel Kedeš (Jizre'elské údolí)
Tel Kedeš (hebrejsky תל קדש‎, arabsky Tal Abu Kudejs‎) je pahorek o nadmořské výšce 86 metrů v severním Izraeli.
Leží na jižním okraji zemědělsky využívaného Jizre'elského údolí, cca 9 kilometrů jihozápadně od města Afula a 1,5 kilometru východně od vesnice Giv'at Oz. Má podobu nevýrazného odlesněného návrší, které vystupuje z okolní rovinaté krajiny. Nedaleko od jeho severozápadního úpatí prochází vádí Nachal Oz. Pahorek leží jen 1 kilometr od Zelené linie, která odděluje Izrael od Západního břehu Jordánu. V roce 1968 zde izraelští archeologové provedli průzkum, který zde odhalil sídelní vrstvy z doby bronzové, železné, ze starověkého Říma i byzantského období nebo z arabského středověku.